# Ghiacciaio Lister (arcipelago Palmer)
Il ghiacciaio Lister è un ghiacciaio lungo circa 9 km e largo 2 situato sull'isola Brabant, una delle isole dell'arcipelago Palmer, al largo della costa nord-occidentale della Terra di Graham, in Antartide. In particolare, il ghiacciaio, il cui punto più alto raggiunge circa i 1000 m s.l.m. e che si trova a nord-ovest del ghiacciaio Paré, scorre verso nord-est, fluendo lungo il versante nord-orientale dei monti Stribog, a sud del monte Hunter, fino a entrare nella baia di Bouquet, poco a sud di punta Duclaux, nella parte nord-orientale dell'isola.

## Storia
Il ghiacciaio Lister appariva già in mappe del governo argentino realizzate nel 1953 dove però non era indicato con nessun nome; in seguito esso è stato fotografato durante una serie di ricognizioni aeree effettuate dalla Hunting Aerosurveys Ltd nel 1956-57, mappato più dettagliatamente dal British Antarctic Survey (al tempo ancora chiamato "Falkland Islands Dependencies Survey", FIDS) sulla base di tali fotografie e battezzato con il suo attuale nome dal Comitato britannico per i toponimi antartici in onore del medico britannico Joseph Lister, 1º Barone di Lister, inventore e il propugnatore del metodo dell'antisepsi, che rivoluzionò, non senza gravi contrasti, l'atteggiamento e l'approccio dei chirurghi alla pratica operatoria.